# Communications Security Establishment Canada

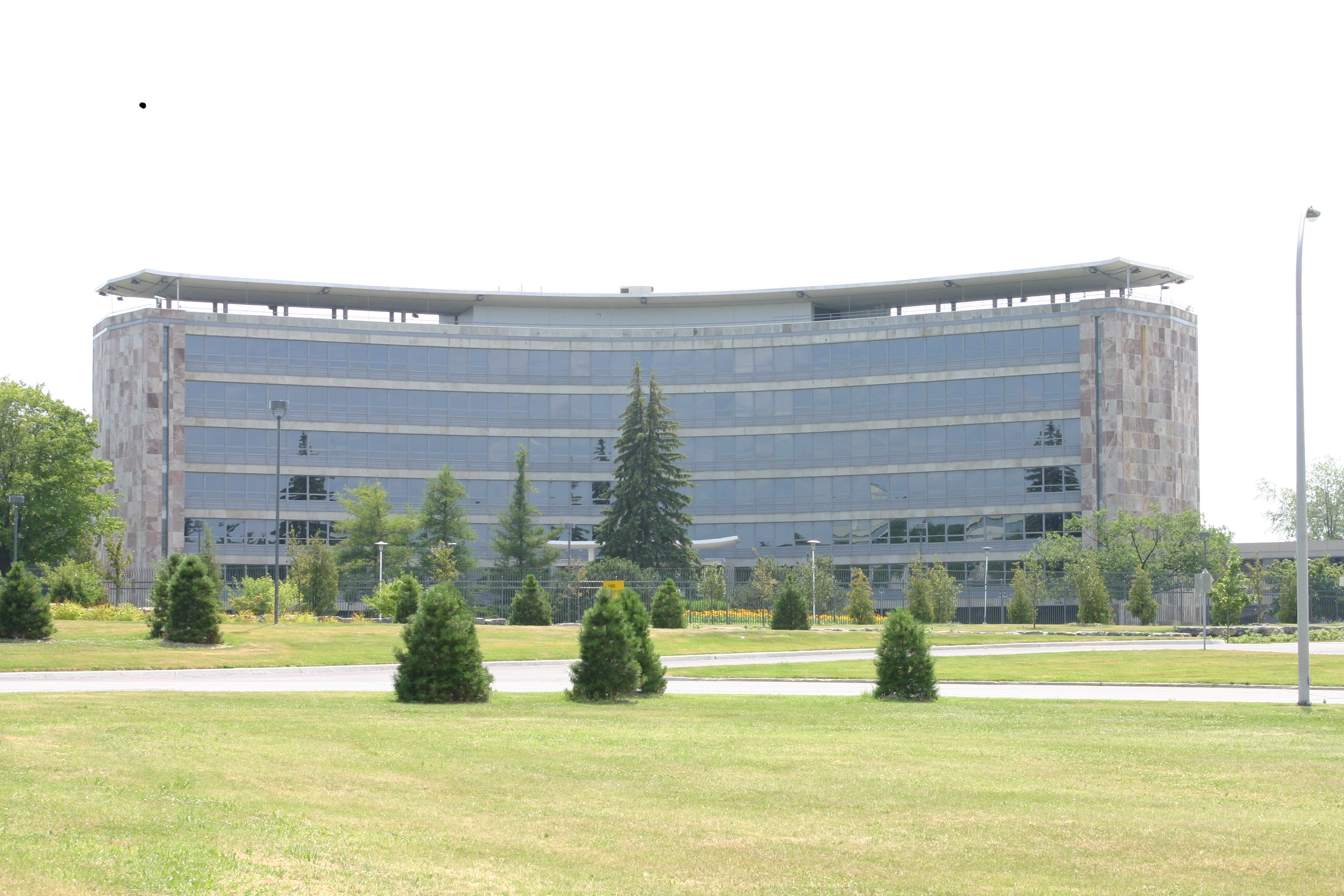
Edward Drake Building

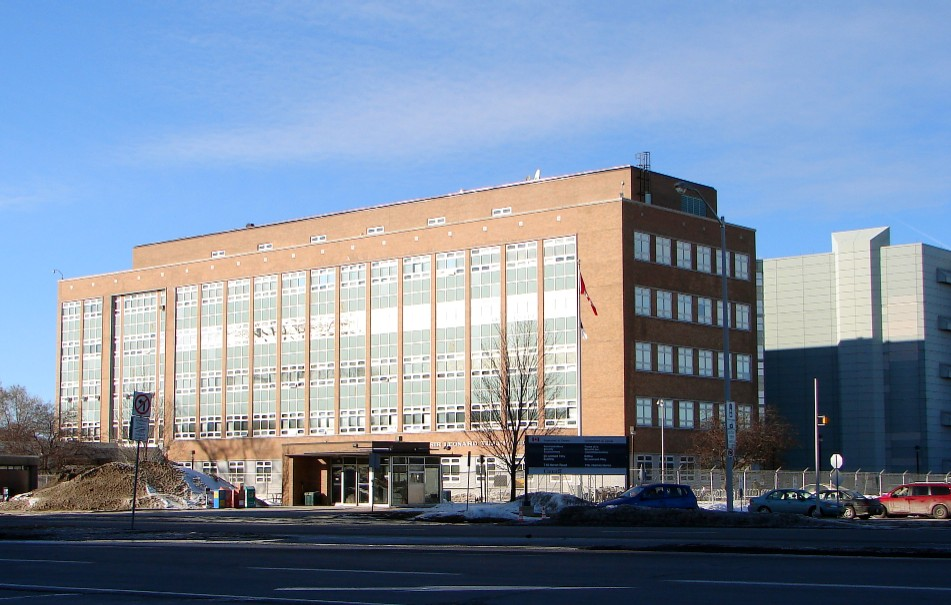
Sir Leonard Tilley Building

Das Communications Security Establishment Canada (englisch, CSEC oder CSE) bzw. wegen der staatlichen kanadischen Zweisprachigkeit gleichberechtigt auch Centre de la sécurité des télécommunications Canada (französisch, CSTC oder CST) ist der regierungseigene kanadische Nachrichtendienst und Kryptographie-Behörde. Die Behörde untersteht dem kanadischen Verteidigungsministerium Department of National Defence (DND) und dem kanadischen Militär. Zu den Aufgaben gehören die Informationsgewinnung durch Signals Intelligence (SIGINT) sowie Schutz der regierungseigenen Informations- und Kommunikationsnetzwerke durch Verschlüsselungstechniken. Das Budget der Behörde beträgt geschätzt ca. 350 Millionen kanadische Dollar.

## Geschichte
CSEC wurde 1946 als Kommunikationszweig des National Research Councils (CBNRC) gegründet und 1975 dem kanadischen Verteidigungsministerium sowie dem Militär unterstellt. Die Vorgängerbehörde geht bis auf den Zweiten Weltkrieg zurück, als die damals zivile Organisation diese Aufgaben von Canadian Signal Corps station am Rockcliffe Airport in Ottawa übernahm. Die Sendestation in Leitrim war eine der ersten und ist heute eine der ältesten Stationen des CSEC, welche noch in Betrieb ist. Die Station wurde 1941 fertiggestellt und wurde anfänglich als Ottawa Wireless Station 1949 benannt. Durch den Zusammenschluss der Streitkräfte 1968 erfolgte die Umbenennung in CFS Leitrim.

## Organisation
Die Behörde verfügt über mehrere Gebäude eins davon ist das Sir Leonard Tilley Building. Ein weiteres ist das Edward Drake Building, welches sich in direkter Nähe des Hauptsitzes befindet. Durch die drastische Zunahme der Mitarbeiter in der Behörde seit den Anschlägen vom 11. September 2001 reichen die Kapazitäten der Gebäude nicht mehr aus. Aus diesem Grund begann im Frühjahr 2011 der Bau eines neuen, 72.000 Quadratmeter großen Gebäudes etwas westlich gelegen, jedoch in direkter Nachbarschaft des Canadian Security Intelligence Services. Die Fertigstellung des neuen Gebäudes ist für das Jahr 2015 geplant.

### Commissioner
Das Büro des Communications Security Establishment Commissioner (OCSEC) in der Behörde wurde am 19. Juni 1996 eingeführt. Sie haben die Aufsicht über die Behörde.
| Name                         | Zeitraum  |
| ---------------------------- | --------- |
| The Hon. Claude Bisson       | 1996–2003 |
| The Rt. Hon. Antonio Lamer   | 2003–2006 |
| The Hon. Charles Gonthier    | 2006–2009 |
| The Hon. Peter Cory          | 2009–2010 |
| The Hon. Robert Décary       | 2010–2013 |
| The Hon. Jean-Pierre Plouffe | 2013      |

## Rolle
Zusammen mit dem Canadian Security Intelligence Service beschäftigt die Behörde Kryptologen, um wichtige Informationen durch Kryptographie im Internet und den Zugriff von Unbefugten zu schützen. Das CSEC versorgt wichtige Regierungsbehörden mit sensiblen Informationen, die geschützt und verschlüsselt übertragen werden. Dazu gehören u. a. die kanadische Bundespolizei, Royal Canadian Mounted Police (RCMP), sowie deren angeschlossene juristische Organisationen, die Canadian Security Intelligence Service, die Canada Border Services Agency (CBSA) und die Canadian Air Transport Security Authority.

### Signals Intelligence
CSECs SIGINT-Programm umfasst die Informationsgewinnung für die kanadische Regierung. Auf dem militärischen Stützpunkt CFS Leitrim in der Nähe von Ottawa betreibt das CSEC eine Abhöranlage, die von der kanadischen Regierung für vielfältige Bereiche genutzt werden kann. So u. a. für nationale Sicherheitswarnungen und Gefahrenabwehr. Weitere SIGINT-Stationen befinden sich auf der Canadian Forces Base Gander in New Foundland im militärisch gesperrten Bereich, CFS Masset in British Columbia und CFS Alert in Nunavut.
Die CSEC arbeitet mit den Vereinigten Staaten, Vereinigten Königreich, Australien und Neuseeland zusammen. Die Verbündeten teilen die gemeinsam gewonnenen Informationen aus (UKUSA Agreement).
Während des Kalten Krieges war die Kernaufgabe der CSEC die Informationsgewinnung für das kanadische Verteidigungsministerium sowie die Beobachtung und Analyse der militärischen Aktivitäten der ehemaligen UdSSR. Seit dem Ende des Kalten Krieges haben sich die Aufgaben der CSES etwas gewandelt. Die CSEC hat einen größeren Aufgabenbereich in der Beobachtung und Analyse bei politischen Ereignissen sowie nationale Sicherheit des Landes für verschiedene Behörden. In den vergangenen Jahren hat sich der Fokus wieder mehr auf den Kernbereich der Gefahrenabwehr von terroristischen Organisationen konzentriert, um den Schutz des Landes sowie der Bevölkerung sicherzustellen.

### Code Breaking Equipment
CSECs Dekodierungsanlagen zwischen 1960 und 1970 waren relativ veraltet. Dies änderte sich jedoch durch den Kauf von
Cray X-MP/11 (modifizierten) Supercomputer, welcher im Sir Leonard Tilley Building im März 1985 in Betrieb genommen wurde und wozu mehrere Kryptologen angeheuert wurden. Zur damaligen Zeit war es der leistungsstärkste Computer in Kanada. In den frühen 1990er Jahren kaufte die Behörde den Floating Point Systems FPS 522-EA Supercomputer für ca. 1,6 Millionen Dollar. Der Supercomputer wurde aufgerüstet zu einem Cray S-MP Superserver, nachdem Cray das Unternehmen Floating Point Systems im Dezember 1991 aufgekauft hatte. Beide Systeme wurden zwischenzeitlich außerdienstgestellt. Es gibt seither wenige bis gar keine Informationen über die gegenwärtig eingesetzten Supercomputer der Behörde. Das Unternehmen Cray hat seit dem Jahr 2000 jede Menge Supercomputer für Behörden und andere Einrichtungen gebaut. Es wird nicht als unmöglich angesehen, dass der eine oder anderer Supercomputer von Cray auch bei der CSEC-Behörde genutzt wurde und heute noch genutzt wird. Anfang 2000 baute Cray den SX-6, Cray X1 (2003), Cray XD1 (2004), Cray XT3, Cray XT4 (jeweils 2006), Cray XMt (2006) und Cray CX1 (2008).

### IT-Sicherheit

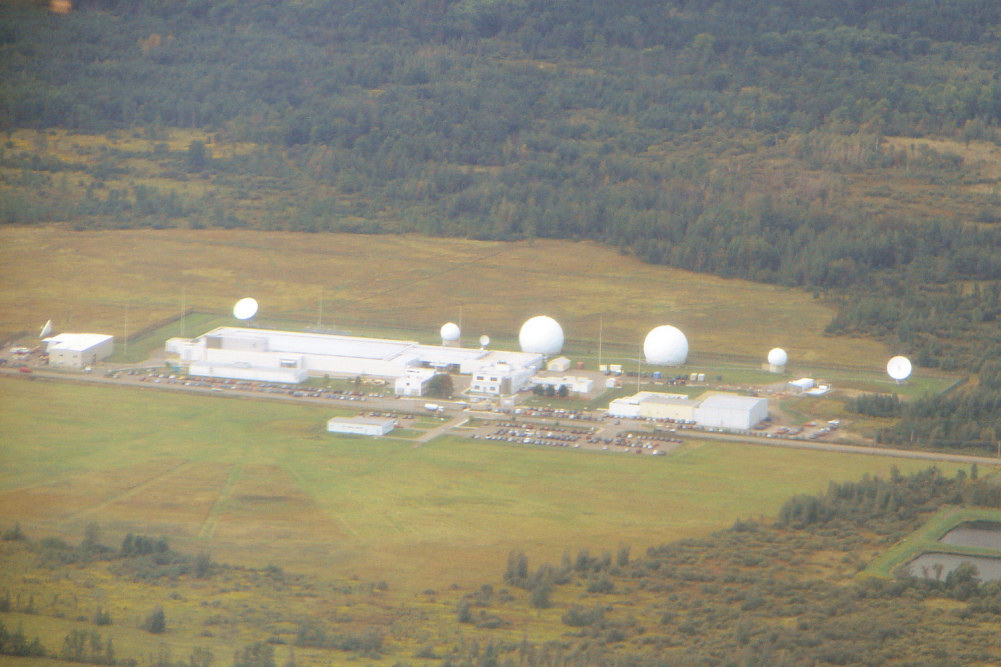
Gelände CFS Leitrim als ein Teil von Echelon

Die Behörde schützt durch Verschlüsselung den Datenverkehr zwischen den kanadischen Behörden vor dem Zugriff unberechtigter Dritter. An das Netzwerk des CSECs sind u. a. folgende Behörden und Regierungsstellen angeschlossen: Das Department of Foreign Affairs and International Trade (DFAIT), die Canada Border Services Agency (CBSA), das Department of National Defence (DND) und die Royal Canadian Mounted Police (RCMP) sowie weitere Regierungsstellen und das kanadische Militär.

## Echelon
Unter der im Jahre 1948 geschlossenen UKUSA-Vereinbarung der Länder USA und deren National Security Agency (NSA), dem Vereinigten Königreich und deren Government Communications Headquarters (GCHQ), Australien, mit dem Australian Signals Directorate (ASD) und Neuseelands Government Communications Security Bureau (GCSB) ist auch Kanada mit CSEC am Echelon-Netzwerk angeschlossen. Mit dem System werden weltweit Telefongespräche, Fax und Datenpakete empfangen, analysiert und ausgewertet.